# 学校法人君津学園
学校法人君津学園（がっこうほうじんきみつがくえん）は、千葉県に学校を設置する学校法人。本部は千葉県木更津市東太田に所在する。

## 設置している学校
- 清和大学
- 清和大学短期大学部
- 木更津総合高等学校
- 市原中央高等学校
- 清和大学附属金田幼稚園
- 清和大学附属畑沢幼稚園
- 清和大学附属八重原幼稚園

## 沿革
- 1946年 - 木更津英語講習所創立
- 1949年 - 君津学園（各種学校）設立
- 1951年 - 木更津高等家政女学校創立
- 1960年 - 学校法人君津学園認可
- 1963年 - 木更津中央高等学校を開校
- 1967年 - 清和女子短期大学を開学。木更津高等家政女学校を廃校
- 1968年 - 清和女子短期大学附属八重原幼稚園を設立
- 1971年 - 清和女子短期大学附属畑沢幼稚園を設立
- 1973年 - 清和女子短期大学附属高等学校を開校
- 1977年 - 清和女子短期大学附属金田幼稚園を設立
- 1983年 - 市原中央高等学校を開校
- 1990年 - 君津学園家政専門学院を廃止
- 1994年 - 清和大学を開学
- 2003年 - 木更津中央高等学校と清和女子短期大学附属高等学校を統合し木更津総合高等学校を開校、同時に清和女子短期大学を清和大学短期大学部に、清和女子短期大学附属の各幼稚園を清和大学附属に改名